# Marek Czerniawski (ur. 1964)
Marek Czerniawski (ur. 22 listopada 1964 w Zielonej Górze) – trener i polski piłkarz występował na pozycji pomocnika.

## Kariera piłkarska
Karierę rozpoczynał w sezonie 1982/1983 w klubie Zryw Zielona Góra. Po sezonie przeniósł się do Lechii Zielona Góra, gdzie grał przez 3 sezony. Później grał sezon w Lechu Poznań, gdzie zagrał 28 meczów i strzelił 1 bramkę. W 1988 roku grał w Stilonie Gorzów. Po krótkiej przygodzie w Stilonie przeniósł się do GKS Bełchatów. W następnym sezonie wrócił do Lecha. W Poznaniu zagrał w 12 spotkaniach, nie strzelił żadnej bramki. Później grał we Francji. W każdym klubie grał po sezon. Pierw zaczął grać w USL Dunkerque. Następnie w EDS Montluçon, ostatnim klubem we Francji był US Argentan. Kiedy powrócił do Polski grał 3. raz w Lechu. Po 24 występach i 1 golu wrócił do Lechii Zielonej Góry. Następny sezon grał w Pogoni Świebodzin. Później już po raz 3. występował w Lechii Zielona Góra. Następnie wrócił do Pogoni Świebodzin. Jednak jeszcze w 1999 roku zaliczył występy w Lechu Sulechów. W 2000 występował w barwach KP Konin. Już 3. raz w Pogoni Świebodzin. W 2006 roku powrócił do gry. Grał w Polmo Kożuchów. W 2009 roku grał jeszcze w oldbojach Lecha Poznań, po tym zakończył karierę.

## Kariera trenerska
Po zakończeniu kariery był trenerem Lechii Zielona Góra, a od 1 lipca 2006 roku prowadził Stilon Gorzów, gdzie zastąpił Andrzeja Rejmana, a pracował tam do 26 kwietnia 2007, zastąpił go Mariusz Kuras. Od 18 czerwca 2009 roku do 28 sierpnia 2009 roku trener Polonii Słubice. Od 15 grudnia 2009 roku do 19 października 2010 roku trener drużyny Warty Poznań.